# 望直港镇
望直港镇，是中华人民共和国江苏省扬州市宝应县下辖的一个乡镇级行政单位。

## 行政区划
望直港镇下辖以下地区：
兴港社区、獐狮荡社区、北河村、国强村、火花村、张楼村、兴旺村、大树村、和平村、军师村、蛤拖村、马垛村、吴堡村、西荡村、月蟾村、望直村、仲墩村、狮庄村、牌楼村、南沙村和北沙村。